# 基奇缅加镇区
基奇缅加镇区（俄语：Кичменгско-Городецкий район）是俄罗斯联邦沃洛格达州下辖的一个区，其行政中心为基奇缅加镇。据2016年统计，该区的人口为16387人。